# Рипа (район)

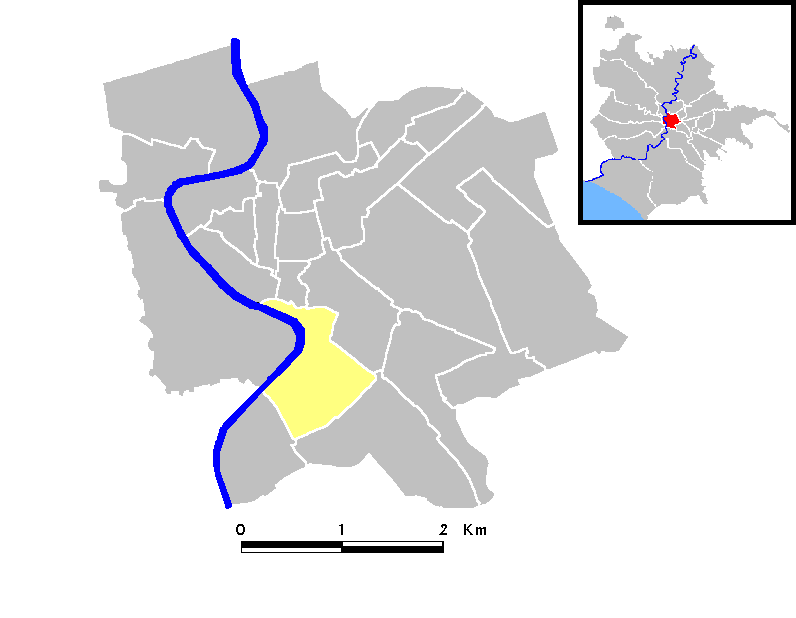
Рипа

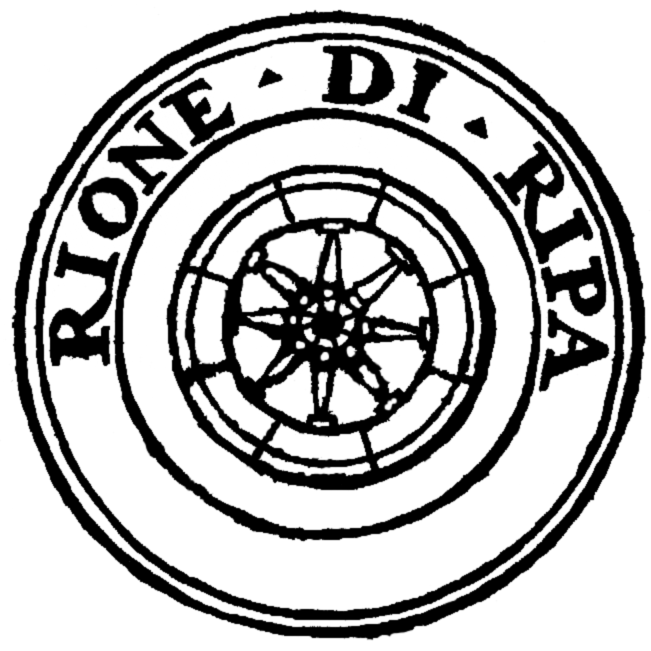
Герб Рипы

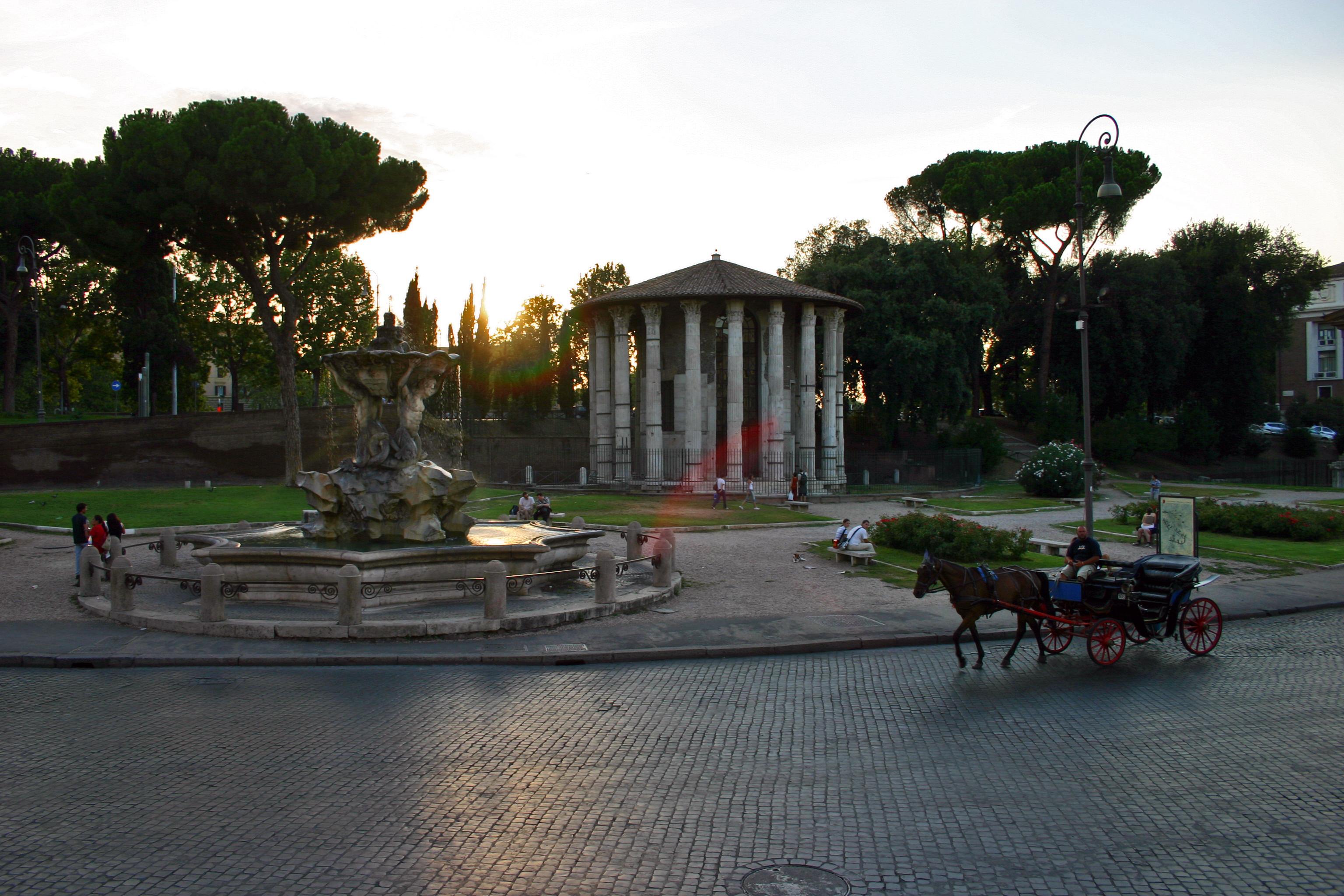

Рипа (итал. Ripa) — XII район (Rione) Рима. Слово «рипа» итал. ripa — означает край обрыва, крутой берег.

## Положение
Район Рипа занимает территорию холма Авентина, Большого цирка (Circus Maximus), а также левый берег Тибра между мостами Понте-Субличио и Монте-Савелло и остров Тиберина.

## История
На территории района в античные времена действовала гавань, в память об этом район Рипа получил своё название, а на его гербе изображён штурвал судна. Район Рипа был образован в 1921 году из объединённых средневековых районов Регио Рипе и Марморате.

## Достопримечательности
- Пьяцца-Бокка-делла-Верита
- Мост Фабричо
- Мост Честио
- Магистральная вилла
- Церкви
  - Санта-Приска
  - Санта-Сабина
  - Сант-Алессио
  - Санта-Мария дель Приорато
  - Санта-Мария-ин-Козмедин
  - Сан-Никола-ин-Карчере
  - Сан-Бартоломео

## Станции метро
- Чирко-Массимо